# Уравнение Эйлера
Уравнение Эйлера — одно из основных уравнений гидродинамики идеальной жидкости. Названо в честь Л. Эйлера, получившего это уравнение в 1752 году (опубликовано в 1757 году). По своей сути является уравнением движения жидкости. До сих пор неизвестно, существует ли гладкое решение уравнения Эйлера в трёхмерном случае, начиная с заданного момента времени.

## Классическое уравнение Эйлера
Рассмотрим движение идеальной жидкости. Выделим внутри неё некоторый объём V. Согласно второму закону Ньютона, ускорение центра масс этого объёма пропорционально полной силе, действующей на него. В случае идеальной жидкости эта сила сводится к давлению окружающей объём жидкости и, возможно, воздействию внешних силовых полей. Предположим, что это поле представляет собой силы инерции или гравитации, так что эта сила пропорциональна напряжённости поля и массе элемента объёма. Тогда
{\displaystyle \int \limits _{V}{\frac {d\mathbf {v} }{dt}}\,dm=\int \limits _{V}\mathbf {g} \,dm-\oint \limits _{S}p\,d\mathbf {S} ,}
где {\displaystyle \mathbf {S} } — поверхность выделенного объёма, {\displaystyle \mathbf {g} } — напряжённость поля. Переходя, согласно формуле Гаусса — Остроградского, от поверхностного интеграла к объёмному и учитывая, что {\displaystyle dm=\rho \,dV}, где {\displaystyle \rho } — плотность жидкости в данной точке, получим:
{\displaystyle \int \limits _{V}\rho \,{\frac {d\mathbf {v} }{dt}}\,dV=\int \limits _{V}\rho \,\mathbf {g} \,dV-\int \limits _{V}\nabla p\,dV.}
В силу произвольности объёма {\displaystyle V} подынтегральные функции должны быть равны в любой точке:
{\displaystyle \rho {\frac {d\mathbf {v} }{dt}}=\rho \mathbf {g} -\nabla p.}
Выражая полную производную через конвективную производную и частную производную:
{\displaystyle {\frac {d\mathbf {v} }{dt}}={\frac {\partial \mathbf {v} }{\partial t}}+(\mathbf {v} \cdot \nabla )\mathbf {v} ,}
получаем уравнение Эйлера для движения идеальной жидкости в поле тяжести:
| {\displaystyle {\frac {\partial \mathbf {v} }{\partial t}}+(\mathbf {v} \cdot \nabla )\mathbf {v} =\mathbf {g} -{\frac {1}{\rho }}\nabla p,} |

где
{\displaystyle \rho \left(x,y,z,t\right)} — плотность жидкости,
{\displaystyle p\left(x,y,z,t\right)} — давление в жидкости,
{\displaystyle \mathbf {v} \left(x,y,z,t\right)} — вектор скорости жидкости,
{\displaystyle \mathbf {g} \left(x,y,z,t\right)} — вектор напряжённости силового поля,
{\displaystyle \nabla } — оператор набла для трёхмерного пространства.

## Частные случаи

### Стационарный одномерный поток
Для случая стационарного одномерного потока жидкости или газа уравнение Эйлера принимает вид
{\displaystyle v{\frac {dv}{dx}}=-{\frac {1}{\rho }}\cdot {\frac {dp}{dx}}.}
В этой форме уравнение часто используется для решения различных прикладных задач гидродинамики и газодинамики. В частности, интегрированием этого уравнения по {\displaystyle x} при постоянной плотности жидкости {\displaystyle \rho } получается известное уравнение Бернулли для несжимаемой жидкости:
{\displaystyle {\frac {\rho v^{2}}{2}}+p={\text{const}}.}

### Несжимаемая жидкость
Пусть {\displaystyle \rho ={\text{const}}}. Используя известную формулу
{\displaystyle {\frac {1}{2}}\operatorname {grad} v^{2}=[\mathbf {v} \operatorname {rot} \mathbf {v} ]+(\mathbf {v\nabla } )\mathbf {v} ,}
перепишем соотношение в форме
{\displaystyle {\frac {\partial \mathbf {v} }{\partial t}}+{\frac {1}{2}}\operatorname {grad} v^{2}=[\mathbf {v} \operatorname {rot} \mathbf {v} ]-\operatorname {grad} {\frac {p}{\rho }}.}
Беря ротор и учитывая, что
{\displaystyle \operatorname {rot} \operatorname {grad} \phi =0,}
а частные производные коммутируют, получаем, что
| {\displaystyle {\frac {\partial }{\partial t}}\operatorname {rot} \mathbf {v} =\operatorname {rot} [\mathbf {v} \operatorname {rot} \mathbf {v} ].} |

### Адиабатическое течение
В случае, если происходит адиабатическое движение жидкости, то уравнение Эйлера можно переписать с использованием тепловой функции {\displaystyle w} следующим образом:
{\displaystyle dw=V\,dp+T\,ds=V\,dp} в силу того, что при адиабатическом процессе энтропия {\displaystyle s} постоянна.
Следовательно:
{\displaystyle {\frac {\partial \mathbf {v} }{\partial t}}+\left(\mathbf {v\nabla } \right)\mathbf {v} =-\operatorname {grad} w.}
Используя известное соотношение
{\displaystyle {\frac {1}{2}}\operatorname {grad} v^{2}=[\mathbf {v} \operatorname {rot} \mathbf {v} ]+(\mathbf {v\nabla } )\mathbf {v} }
и применяя операцию ротор к уравнению Эйлера, получим искомое представление в виде
{\displaystyle {\frac {\partial }{\partial t}}\operatorname {rot} \mathbf {v} =\operatorname {rot} [\mathbf {v} \operatorname {rot} \mathbf {v} ].}